# Eiji Takada
Eiji Takada (født 21. oktober 1974) er en tidligere japansk fodboldspiller.
Han har spillet for flere forskellige klubber i sin karriere, herunder Kawasaki Frontale.